# Oravský Podzámok
Oravský Podzámok este o comună slovacă, aflată în districtul Dolný Kubín din regiunea Žilina. Localitatea se află la altitudinea de 511 m deasupra n.m., se întinde pe o suprafață de 35,248 km2 și în 2017 număra 1.359 de locuitori.

## Demografie
| An:                | 1994 | 2004   | 2014   | 2024   |
| ------------------ | ---- | ------ | ------ | ------ |
| Număr de persoane: | 1275 | 1319   | 1318   | 1354   |
| Diferență:         |      | +3,45% | −0,07% | +2,73% |

| An:                | 2023 | 2024   |
| ------------------ | ---- | ------ |
| Număr de persoane: | 1344 | 1354   |
| Diferență:         |      | +0,74% |